# St. Marien (Breinum)

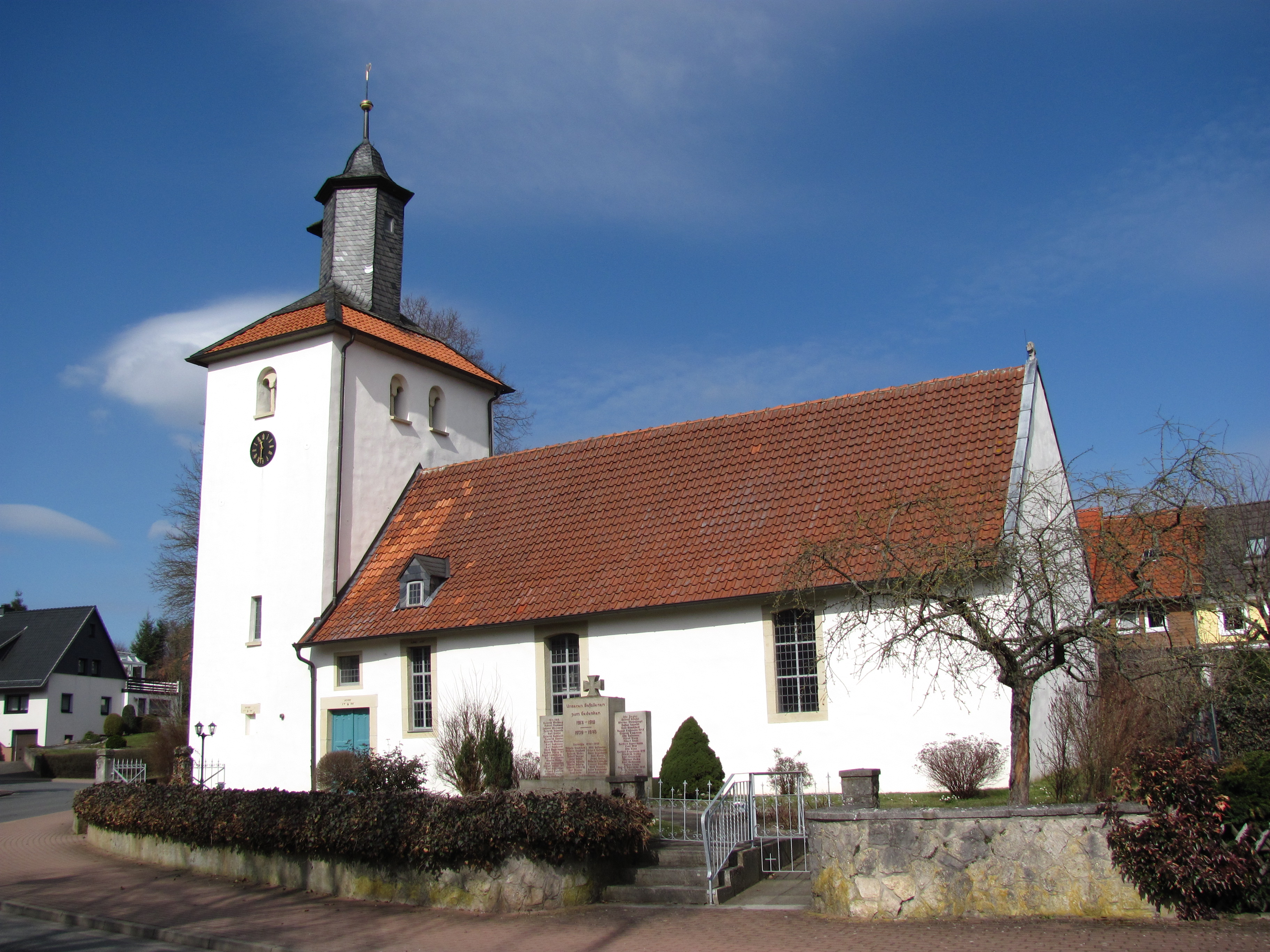
St. Marien

Die evangelisch-lutherische denkmalgeschützte Kirche St. Marien steht in Breinum, einem Ortsteil der Stadt Bad Salzdetfurth im Landkreis Hildesheim von Niedersachsen. Die Kirche gehört zur Kirchengemeinde Trinitatis in Sehlem im Kirchenkreis Hildesheimer Land-Alfeld des Sprengels Hildesheim-Göttingen der Evangelisch-Lutherischen Landeskirche Hannovers.

## Beschreibung

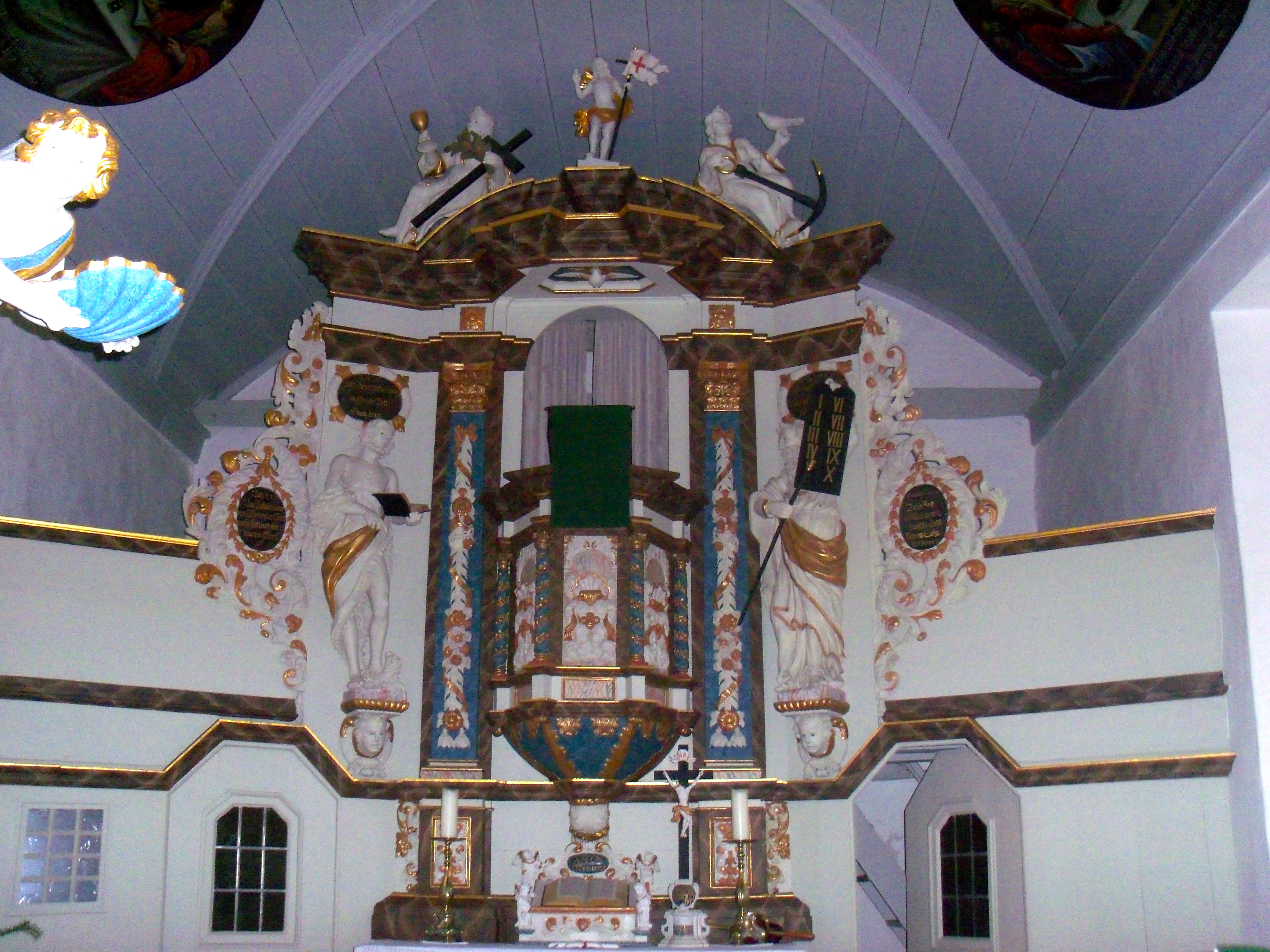
Kanzelaltar

Der älteste Teil der im Jahr 1207 erstmals erwähnten Kirche ist der querrechteckige Kirchturm im Westen, der noch Elemente des romanischen Baustils aufweist. Er ist mit einem Walmdach bedeckt, aus dem sich ein sechsseitiger verschieferter Dachreiter erhebt, an dessen Kragträger die mittelalterliche Schlagglocke hängt. Der Dachreiter trägt eine geschweifte Haube. Im obersten Geschoss des Turms sind rundbogige Klangarkaden als Biforien gestaltet, die durch kleine achteckige Pfeiler geteilt sind. Im Glockenstuhl hängen vier Kirchenglocken, die älteste wurde 1458 gegossen. Eine weitere Glocke wurde 1562 gegossen, die beiden anderen 1948 von J. F. Weule. Eine Turmuhr war schon 1680 vorhanden. Sie wurde 1901 durch ein neues Werk der Firma J. F. Weule ersetzt. 
Das 1724 gebaute, gerade geschlossene, mit einem Satteldach bedeckte Kirchenschiff in gleicher Breite wie der Turm aus verputzten Bruchsteinen ist im Kern spätgotisch. Die Datierung 1794 über dem Sturz des Portals bezieht sich auf die Erneuerung des Kirchenschiffs. An der Ostseite befindet sich ein schmales spitzbogiges Fenster und auf dem Giebel ein spätgotisches Kreuz. 
Der Innenraum des Kirchenschiffs wird von einem flachbogigen hölzernen Tonnengewölbe mit untergelegten Gewölberippen überspannt, das mit biblischen Darstellungen bemalt ist. Den barocken hölzernen Kanzelaltar hat 1722/28 der Bildhauer Johann Heinrich Fahrenholz aus Bockenem geschaffen. Er wurde 1747/48 vom Kunstmaler Schulze aus Hildesheim farbig gefasst. Zu beiden Seiten der Kanzel stehen Statuen von Johannes und Mose, auf dem Gebälk ist Agnus Dei dargestellt. Der barocke Taufengel, ebenfalls von J. H. Fahrenholz, wurde 1724 von der Gemeinde erworben. Die Orgel mit 13 Registern, verteilt auf zwei Manuale und ein Pedal, wurde 2002 von Werner Bosch gebaut.